# Port lotniczy Pietropawłowsk Kamczacki
Port lotniczy Pietropawłowsk Kamczacki (IATA: PKC, ICAO: UHPP) – port lotniczy położony w Jelizowie (niespełna 30 km na północny zachód od Pietropawłowska Kamczackiego), w Kraju Kamczackim, w Rosji.

## Kierunki lotów i linie lotnicze

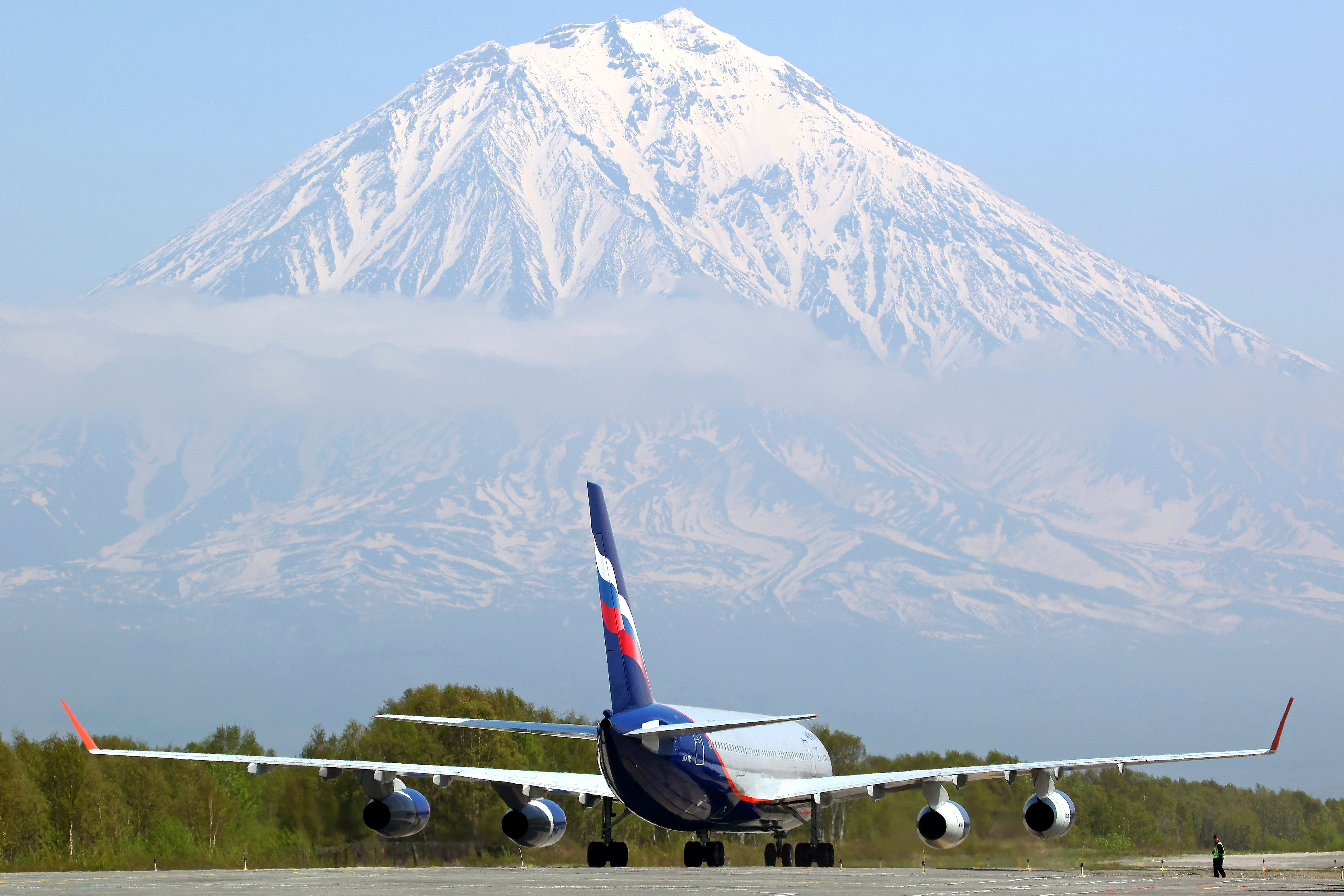
Samolot Iljuszyn Ił-96-300 linii Aerofłot na lotnisku Pietropawłowsk Kamczacki; w tle wulkan Koriacka Sopka

| Linia lotnicza                          | Kierunek |
| --------------------------------------- | --- |
| Aerofłot                                | 1. Moskwa-Szeremietiewo |
| Aurora                                  | 1. Chabarowsk 2. Władywostok 3. Jużnosachalińsk                                                                                         |
| Ikar                                    | 1. Chabarowsk |
| Petropavlovsk-Kamchatsky Air Enterprise | 1. Anadyr 2. Magadan 3. Nikolskoje 4. Ossora 5. Ozemaya 6. Pałana 7. Sobolevo 8. Tigil 9. Tilichiki 10. Ust-Hairyuzovo 11. Ust-Kamczack |
| Rossija                                 | 1. Moskwa-Szeremietiewo |
| S7 Airlines                             | 1. Irkuck 2. Nowosybirsk 3. Władywostok                                                                                                 |
| Yakutia Airlines                        | 1. Jakuck |